# DJMAX Portable
디제이맥스 포터블(DJMAX Portable, DMP)은 대한민국의 게임 개발사인 펜타비전에서 개발한 음악 게임이다. 온라인 게임으로 만들어진 디제이맥스를 플레이스테이션 포터블용으로 이식한 작품이다. 대한민국에서 6.5만 장이 판매되었다. 또한 영어권 수출판인 ‘디제이맥스 포터블 인터내셔널’(DJMAX Portable international, DMPi)이 발매되었으며, 일본에서도 큰 주목을 받았다.
2007년 3월에 후속작인 ‘디제이맥스 포터블 2’가 발매되었다. 재생할 수 있는 곡이 60개, 감상용으로 150개가 수록되어 있다.

## 디제이맥스 포터블 인터내셔널
영어권을 겨냥한 수출판으로, 대한민국판과 게임 방법이나 모드는 같으나 일부 내용이 다르다.
- Dreadnought, Fever GJ가 삭제, 대신 River Flow 추가. 이에 따라 코스 내용과 갤러리 내용 변화
- 오프닝 영상에 영어 자막이 추가
- Eternal Memory ~소녀의 꿈~ BGA의 한글문자 삭제
- Astro Fight BGA 변경
- MASTER DJing의 L, R 노트 디자인 수정
- 일부 곡에 검열용 수정음 삽입
- Evil Disk가 Route 66으로 변경
- 랜덤 버그 수정

## 게임 모드
- ROOKIE DJing : :←, ↑, △, ○ 4개의 키를 사용한다.
- PRO DJing : ←, ↑, →, □, △, ○ 6개의 키를 사용한다. 곡마다 난이도는 Easy, Normal, Hard, MX로 나뉜다. 디제이맥스와 디제이맥스 포터블의 MX난이도는 채점 방식이 다르다. 디제이맥스 포터블에서 MX는 단지 Hard 이상의 난이도를 나타내는 용어일 뿐이다.
- MASTER DJing : ←, ↑, →, □, △, ○ 6개의 키와 L, R 버튼으로 모두 8개의 키를 사용한다.
- CLUB DJing : 특정한 순서에 따라 배열된 채널들을 플레이할 수 있다. 채널들은 4키 1개, 6키 2개, 8키 1개의 4개의 코스로 나뉜다.
- FREESTYLE : 4키, 6키, 8키의 곡을 자유롭게 플레이할 수 있다. 콤보는 스테이지를 지나도 연결되기 때문에 콤보 수에 제한이 없다.
- Gallery : 각종 이미지들을 볼 수 있다. 이미지들은 게임을 특정한 조건에 따라 공개된다.
- OST : 게임 내의 음악들을 따로 들을 수 있다.
- Music Video : 게임 내에 삽입된 BGA(Background Animation)을 따로 볼 수 있다.

## 수록곡
디제이맥스 포터블에는 55곡이 수록되어 있다. 또한 CnP는 오직 스탭롤 화면에서만 연주할 수 있다.
디제이맥스 포터블에만 포함된 12곡 (온라인에 있던 곡이어도 DMP1 이후에 수록되지 않은 곡 기준)
- Sunny Side ~deepn'soul mix~ : Sunny Side의 편곡.
- Funky Chups
- Fever GJ
- ON
- Catch me
- Para-Q
- Temptation
- Minimal Life
- Fear
- 레모네이드
- Dreadnought
- CnP

## 평가
게임메카는 이 게임에 대해 "PSP로 등장한 최고의 '국산' 리듬액션게임"이라 평가하며 게임 자체의 완성도가 워낙 높아서, 그러한 단점은 크게 눈에 들어오지도 않는다고 언급했다.